# Alicia Molik
Alicia Molik (née le 27 janvier 1981 à Adélaïde) est une joueuse de tennis australienne, professionnelle de 1996 à 2011.
Elle a remporté cinq titres en simple et sept en double dames (dont l'Open d'Australie en 2005 et Roland-Garros en 2007, respectivement associée à Svetlana Kuznetsova et Mara Santangelo).
Elle a aussi été trois fois finaliste en double mixte dans les épreuves du Grand Chelem et une fois à l'occasion de la Coupe Hopman en 2003.

## Carrière tennistique
Après une progression relativement irrégulière, Alicia Molik réalise en 2004 la meilleure saison de sa carrière : outre une médaille de bronze aux Jeux olympiques d'Athènes, elle rafle trois tournois en simple sur le circuit WTA, notamment l'Open de Zurich en éliminant quatre têtes de série.
Quart de finaliste à l'Open d'Australie en janvier 2005, elle devient 8e mondiale le mois suivant. La suite de sa saison est pourtant gâchée par un virus à l'oreille interne. À la fin de l'année, elle se voit contrainte de mettre sa carrière sportive entre parenthèses.
De retour à la compétition en mai 2006, elle peine à retrouver son meilleur niveau, obtenant ses résultats les plus significatifs dans les épreuves de double.
En septembre 2008, elle décide de mettre un terme définitif à sa carrière.
Moins d'un an plus tard elle annonce en août 2009 son retour sur le circuit à New Haven tout d'abord en double puis sur le circuit ITF, où elle remporte trois titres et dispute trois autres finales.
En janvier 2010, elle remporte son premier match sur le circuit WTA depuis avril 2008 en se qualifiant pour le second tour de l'Open de Brisbane (défaite face à Kim Clijsters). Elle passe également le premier tour à Hobart avant de chuter face à Carla Suárez Navarro.

## Palmarès

### Titres en simple dames
| No | Date       | Nom et lieu du tournoi         | Catégorie | Dotation    | Surface    | Finaliste          | Score          |          |
| -- | ---------- | ------------------------------ | --------- | ----------- | ---------- | ------------------ | -------------- | -------- |
| 1  | 06/01/2003 | Moorilla International, Hobart | Tier V    | 110 000 $   | Dur (ext.) | Amy Frazier        | 6-2, 4-6, 6-4  | Parcours |
| 2  | 02/08/2004 | Nordic Light Open, Stockholm   | Tier IV   | 140 000 $   | Dur (ext.) | Tatiana Perebiynis | 6-1, 6-1       | Parcours |
| 3  | 18/10/2004 | Swisscom Challenge, Zurich     | Tier I    | 1 300 000 $ | Dur (int.) | Maria Sharapova    | 4-6, 6-2, 6-3  | Parcours |
| 4  | 25/10/2004 | SEAT Open, Luxembourg          | Tier III  | 225 000 $   | Dur (int.) | Dinara Safina      | 6-3, 6-4       | Parcours |
| 5  | 10/01/2005 | Medibank International, Sydney | Tier II   | 585 000 $   | Dur (ext.) | Samantha Stosur    | 6-75, 6-4, 7-5 | Parcours |

### Finales en simple dames
| No | Date       | Nom et lieu du tournoi          | Catégorie | Dotation  | Surface      | Vainqueure        | Score         |          |
| -- | ---------- | ------------------------------- | --------- | --------- | ------------ | ----------------- | ------------- | -------- |
| 1  | 31/03/2003 | Clay Court Classic, Sarasota    | Tier IV   | 140 000 $ | Terre (ext.) | Anastasia Myskina | 6-4, 6-1      | Parcours |
| 2  | 14/04/2003 | Tippmix Grand Prix, Budapest    | Tier V    | 110 000 $ | Terre (ext.) | Magüi Serna       | 3-6, 7-5, 6-4 | Parcours |
| 3  | 17/05/2004 | Wien Energie Grand Prix, Vienne | Tier III  | 170 000 $ | Terre (ext.) | Anna Smashnova    | 6-2, 3-6, 6-2 | Parcours |
| 4  | 21/02/2005 | Qatar Total Open, Doha          | Tier II   | 600 000 $ | Dur (ext.)   | Maria Sharapova   | 4-6, 6-1, 6-4 | Parcours |

### Titres en double dames
| No | Date       | Nom et lieu du tournoi             | Catégorie | Dotation    | Surface      | Partenaire          | Finalistes                               | Score          |          |
| -- | ---------- | ---------------------------------- | --------- | ----------- | ------------ | ------------------- | ---------------------------------------- | -------------- | -------- |
| 1  | 14/06/2004 | Int’l Championships Eastbourne     | Tier II   | 585 000 $   | Gazon (ext.) | Magüi Serna         | Svetlana Kuznetsova Elena Likhovtseva    | 6-4, 6-4       | Parcours |
| 2  | 02/08/2004 | Nordic Light Open Stockholm        | Tier IV   | 140 000 $   | Dur (ext.)   | Barbara Schett      | Emmanuelle Gagliardi Anna-Lena Grönefeld | 6-3, 6-3       | Parcours |
| 3  | 01/11/2004 | Advanta Championships Philadelphie | Tier II   | 585 000 $   | Dur (int.)   | Lisa Raymond        | Liezel Huber Corina Morariu              | 7-5, 6-4       | Parcours |
| 4  | 17/01/2005 | Australian Open Melbourne          | G. Chelem | 5 952 601 $ | Dur (ext.)   | Svetlana Kuznetsova | Lindsay Davenport Corina Morariu         | 6-3, 6-4       | Parcours |
| 5  | 21/02/2005 | Qatar Open Doha                    | Tier II   | 600 000 $   | Dur (ext.)   | Francesca Schiavone | Cara Black Liezel Huber                  | 6-3, 6-4       | Parcours |
| 6  | 23/03/2005 | NASDAQ-100 Open Miami              | Tier I    | 3 115 000 $ | Dur (ext.)   | Svetlana Kuznetsova | Lisa Raymond Rennae Stubbs               | 7-5, 6-75, 6-2 | Parcours |
| 7  | 28/05/2007 | Roland-Garros Paris                | G. Chelem | 8 978 567 $ | Terre (ext.) | Mara Santangelo     | Katarina Srebotnik Ai Sugiyama           | 7-65, 6-4      | Parcours |

### Finales en double dames
| No | Date       | Nom et lieu du tournoi                    | Catégorie | Dotation    | Surface      | Vainqueures                          | Partenaire          | Score          |          |
| -- | ---------- | ----------------------------------------- | --------- | ----------- | ------------ | ------------------------------------ | ------------------- | -------------- | -------- |
| 1  | 10/01/2000 | Tasmanian International Hobart            | Tier IVb  | 110 000 $   | Dur (ext.)   | Rita Grande Émilie Loit              | Kim Clijsters       | 6-2, 2-6, 6-3  | Parcours |
| 2  | 09/06/2003 | DFS Classic Birmingham                    | Tier III  | 170 000 $   | Gazon (ext.) | Els Callens Meilen Tu                | Martina Navrátilová | 7-5, 6-4       | Parcours |
| 3  | 18/08/2003 | Pilot Pen Tennis New Haven                | Tier II   | 625 000 $   | Dur (ext.)   | Virginia Ruano Pascual Paola Suárez  | Magüi Serna         | 7-66, 6-3      | Parcours |
| 4  | 05/04/2004 | Bausch & Lomb Championships Amelia Island | Tier II   | 585 000 $   | Terre (ext.) | Nadia Petrova Meghann Shaughnessy    | Myriam Casanova     | 3-6, 6-2, 7-5  | Parcours |
| 5  | 28/02/2005 | Duty Free Women’s Open Dubaï              | Tier II   | 1 000 000 $ | Dur (ext.)   | Virginia Ruano Pascual Paola Suárez  | Svetlana Kuznetsova | 6-77, 6-2, 6-1 | Parcours |
| 6  | 22/05/2006 | Istanbul Cup Istanbul                     | Tier III  | 200 000 $   | Terre (ext.) | Alona Bondarenko Anastasiya Yakimova | Sania Mirza         | 6-2, 6-4       | Parcours |
| 7  | 19/02/2007 | Tennis Championships Dubaï                | Tier II   | 1 500 000 $ | Dur (ext.)   | Cara Black Liezel Huber              | Svetlana Kuznetsova | 7-66, 6-4      | Parcours |
| 8  | 21/05/2007 | Internationaux de Strasbourg Strasbourg   | Tier III  | 175 000 $   | Terre (ext.) | Yan Zi Zheng Jie                     | Sun Tiantian        | 6-3, 6-4       | Parcours |
| 9  | 06/08/2007 | East West Bank Classic Los Angeles        | Tier II   | 600 000 $   | Dur (ext.)   | Květa Peschke Rennae Stubbs          | Mara Santangelo     | 6-0, 6-1       | Parcours |

### Finales en double mixte
| No | Date       | Nom et lieu du tournoi      | Catégorie | Dotation      | Surface      | Vainqueures                  | Partenaire      | Score          |          |
| -- | ---------- | --------------------------- | --------- | ------------- | ------------ | ---------------------------- | --------------- | -------------- | -------- |
| 1  | 28/12/2002 | Hyundai Hopman Cup XV Perth | ITF       | 1 000 000 AU$ | Dur (int.)   | Serena Williams James Blake  | Lleyton Hewitt  | 3 matchs à 0   | Parcours |
| 2  | 21/06/2004 | The Championships Wimbledon | G. Chelem | 6 063 070 $   | Gazon (ext.) | Cara Black Wayne Black       | Todd Woodbridge | 3-6, 7-68, 6-4 | Parcours |
| 3  | 30/08/2004 | US Open Flushing Meadows    | G. Chelem | 7 017 780 $   | Dur (ext.)   | Vera Zvonareva Bob Bryan     | Todd Woodbridge | 6-3, 6-4       | Parcours |
| 4  | 25/06/2007 | The Championships Wimbledon | G. Chelem | 9 221 372 $   | Gazon (ext.) | Jelena Janković Jamie Murray | Jonas Björkman  | 6-4, 3-6, 6-1  | Parcours |

## Parcours en Grand Chelem

### En simple dames
| Année | Open d'Australie                                           | Open d'Australie  | Internationaux de France                             | Internationaux de France                            | Wimbledon       | Wimbledon           | US Open         | US Open            |
| ----- | ---------------------------------------------------------- | ----------------- | ---------------------------------------------------- | --------------------------------------------------- | --------------- | ------------------- | --------------- | ------------------ |
| 1998  | Q2 \|\| style="text-align:left" \| Ginger Helgeson-Nielsen | —                 | —                                                    | —                                                   | —               | —                   | —               |                    |
| 1999  | 1er tour (1/64)                                            | Julie Halard      | 3e tour (1/16)                                       | Venus Williams                                      | 1er tour (1/64) | Elena Likhovtseva   | 1er tour (1/64) | Sylvia Plischke    |
| 2000  | 3e tour (1/16)                                             | Martina Hingis    | 1er tour (1/64)                                      | Stéphanie Foretz                                    | 2e tour (1/32)  | Amy Frazier         | 2e tour (1/32)  | Justine Henin      |
| 2001  | 1er tour (1/64)                                            | Silvija Talaja    | 1er tour (1/64)                                      | Nathalie Dechy                                      | 2e tour (1/32)  | Lindsay Davenport   | 3e tour (1/16)  | Barbara Schett     |
| 2002  | 1er tour (1/64)                                            | Tatiana Panova    | 1er tour (1/64)                                      | Émilie Loit                                         | 1er tour (1/64) | Mary Pierce         | 2e tour (1/32)  | Venus Williams     |
| 2003  | 1er tour (1/64)                                            | Iroda Tulyaganova | 1er tour (1/64)                                      | Magdalena Maleeva                                   | 3e tour (1/16)  | Justine Henin       | 3e tour (1/16)  | Paola Suárez       |
| 2004  | 4e tour (1/8)                                              | Amélie Mauresmo   | 1er tour (1/64)                                      | Anastasia Myskina                                   | 3e tour (1/16)  | Tamarine Tanasugarn | 2e tour (1/32)  | Daniela Hantuchová |
| 2005  | 1/4 de finale                                              | Lindsay Davenport | -                                                    | -                                                   | -               | -                   | 1er tour (1/64) | Shenay Perry       |
| 2006  | -                                                          | -                 | 3e tour (1/16)                                       | Maria Sharapova                                     | 2e tour (1/32)  | Katarina Srebotnik  | 1er tour (1/64) | Vania King         |
| 2007  | 3e tour (1/16)                                             | Patty Schnyder    | 1er tour (1/64)                                      | Anna Chakvetadze                                    | 2e tour (1/32)  | Serena Williams     | 1er tour (1/64) | Katarina Srebotnik |
| 2008  | 2e tour (1/32)                                             | Nicole Vaidišová  | Q1 \|\| style="text-align:left" \| Zuzana Ondrášková | Q1 \|\| style="text-align:left" \| Tatiana Poutchek | -               | -                   |                 |                    |
|       |                                                            |                   |                                                      |                                                     |                 |                     |                 |                    |
| 2010  | 1er tour (1/64)                                            | Julie Coin        | 1er tour (1/64)                                      | Jelena Janković                                     | 2e tour (1/32)  | Gréta Arn           | 1er tour (1/64) | Mirjana Lučić      |
| 2011  | 2e tour (1/32)                                             | Nadia Petrova     | -                                                    | -                                                   | -               | -                   | -               | -                  |

à droite du résultat, l’ultime adversaire

### En double dames
| Année | Open d'Australie             | Open d'Australie           | Internationaux de France      | Internationaux de France   | Wimbledon                     | Wimbledon                   | US Open                      | US Open                       |
| ----- | ---------------------------- | -------------------------- | ----------------------------- | -------------------------- | ----------------------------- | --------------------------- | ---------------------------- | ----------------------------- |
| 1998  | 1er tour (1/32) B. Stewart   | Yayuk Basuki Caroline Vis  | -                             | -                          | -                             | -                           | -                            | -                             |
| 1999  | 1er tour (1/32) A. Ellwood   | MJ Fernández C. Morariu    | 2e tour (1/16) C. Morariu     | Els Callens Rita Grande    | 3e tour (1/8) L. Courtois     | Jana Novotná N. Zvereva     | 2e tour (1/16) L. Courtois   | L. Neiland A. Sánchez         |
| 2000  | 2e tour (1/16) N. Dechy      | T. Garbin K. Marosi        | 1er tour (1/32) Linda Wild    | T. Poutchek Petra Rampre   | 3e tour (1/8) A. Ellwood      | A. Cocheteux N. Dechy       | 1er tour (1/32) A. Ellwood   | Kim Clijsters L. Courtois     |
| 2001  | 2e tour (1/16) Erika de Lone | A. Kournikova B. Schett    | 1er tour (1/32) L. Osterloh   | Jelena Dokić C. Martínez   | 1er tour (1/32) K. Guse       | Maja Matevžič Dragana Zarić | 3e tour (1/8) L. Courtois    | Kimberly Po N. Tauziat        |
| 2002  | 3e tour (1/8) E. Daniilídou  | Lisa Raymond Rennae Stubbs | 3e tour (1/8) Magüi Serna     | Petra Mandula P. Wartusch  | 1er tour (1/32) Magüi Serna   | Els Callens Shaughnessy     | 1er tour (1/32) F. Schiavone | Navrátilová Tulyaganova       |
| 2003  | -                            | -                          | 1/4 de finale Elena Bovina    | D. Hantuchová Chanda Rubin | 2e tour (1/16) Sam Stosur     | S. Williams V. Williams     | 1er tour (1/32) Magüi Serna  | E. Dementieva Krasnoroutskaïa |
| 2004  | -                            | -                          | 1er tour (1/32) Magüi Serna   | B. Mattek A. Spears        | 2e tour (1/16) Magüi Serna    | T. Golovin Mary Pierce      | 1er tour (1/32) Magüi Serna  | M. Camerin M. Sequera         |
| 2005  | Victoire S. Kuznetsova       | L. Davenport C. Morariu    | -                             | -                          | -                             | -                           | 1/4 de finale S. Kuznetsova  | A.-L. Grönefeld Navrátilová   |
| 2006  | -                            | -                          | 1er tour (1/32) Mariana Díaz  | S. Arvidsson M. Müller     | -                             | -                           | -                            | -                             |
| 2007  | 1er tour (1/32) T. Golovin   | D. Hantuchová Ai Sugiyama  | Victoire M. Santangelo        | K. Srebotnik Ai Sugiyama   | 1/2 finale M. Santangelo      | Cara Black Liezel Huber     | 3e tour (1/8) M. Santangelo  | Ágnes Szávay V. Uhlířová      |
| 2008  | 3e tour (1/8) Sania Mirza    | V. Azarenka Shahar Peer    | 1er tour (1/32) M. Santangelo | Sara Errani B. Mattek      | 1er tour (1/32) M. Santangelo | T. Perebiynis A. Rosolska   | -                            | -                             |
| 2009  | -                            | -                          | -                             | -                          | -                             | -                           | 1er tour (1/32) Shaughnessy  | L. Dekmeijere Julie Ditty     |
| 2010  | 1er tour (1/32) Shaughnessy  | Klaudia Jans A. Rosolska   | 1er tour (1/32) Chuang Ch-j.  | I. Benešová B. Z. Strýcová | 1er tour (1/32) C. Dellacqua  | Jocelyn Rae H. Watson       | 1er tour (1/32) F. Schiavone | Polona Hercog Petra Martić    |
| 2011  | 2e tour (1/16) S. Ferguson   | V. Azarenka M. Kirilenko   | -                             | -                          | -                             | -                           | -                            | -                             |

sous le résultat, la partenaire ; à droite, l’ultime équipe adverse.

### En double mixte
| Année | Open d'Australie              | Open d'Australie            | Internationaux de France     | Internationaux de France  | Wimbledon                     | Wimbledon                  | US Open                       | US Open                    |
| ----- | ----------------------------- | --------------------------- | ---------------------------- | ------------------------- | ----------------------------- | -------------------------- | ----------------------------- | -------------------------- |
| 1999  | 1er tour (1/16) Joshua Eagle  | E. Tatarkova Cyril Suk      | 1er tour (1/32) P. Galbraith | Katrina Adams B. Haygarth | 3e tour (1/8) D. Johnson      | L. Neiland Rick Leach      | -                             | -                          |
| 2000  | 1er tour (1/16) Sandon Stolle | K. Habšudová D. Macpherson  | 1er tour (1/32) Joshua Eagle | A. Sidot A. Clément       | 1er tour (1/32) Michael Hill  | S. Testud Paul Kilderry    | 1er tour (1/16) Sandon Stolle | A. Kournikova Max Mirnyi   |
| 2001  | 2e tour (1/8) Sandon Stolle   | Rennae Stubbs T. Woodbridge | -                            | -                         | -                             | -                          | -                             | -                          |
| 2002  | 1er tour (1/16) Nathan Healey | A. Ellwood Sandon Stolle    | -                            | -                         | -                             | -                          | -                             | -                          |
| 2003  | -                             | -                           | -                            | -                         | 3e tour (1/8) Paul Hanley     | Liezel Huber Leoš Friedl   | -                             | -                          |
| 2004  | -                             | -                           | 1/4 de finale Paul Hanley    | Cara Black Wayne Black    | Finale T. Woodbridge          | Cara Black Wayne Black     | Finale T. Woodbridge          | V. Zvonareva Bob Bryan     |
| 2005  | -                             | -                           | -                            | -                         | -                             | -                          | 2e tour (1/8) Todd Perry      | Sam Stosur Paul Hanley     |
| 2006  | -                             | -                           | -                            | -                         | 1er tour (1/32) Wayne Arthurs | Eva Birnerová Lukáš Dlouhý | -                             | -                          |
| 2007  | 1er tour (1/16) Paul Hanley   | Lisa Raymond Bob Bryan      | -                            | -                         | Finale J. Björkman            | J. Janković Jamie Murray   | 2e tour (1/8) Mike Bryan      | A. Harkleroad J. Gimelstob |
| 2008  | 1er tour (1/16) Nathan Healey | Sania Mirza M. Bhupathi     | 1er tour (1/16) J. Björkman  | J. Husárová André Sá      | 3e tour (1/8) J. Björkman     | Ai Sugiyama Kevin Ullyett  | -                             | -                          |
| 2010  | 1er tour (1/16) Matthew Ebden | Elena Vesnina Andy Ram      | -                            | -                         | -                             | -                          | -                             | -                          |
| 2011  | 1er tour (1/16) Peter Luczak  | Chuang Ch-j. Dick Norman    | -                            | -                         | -                             | -                          | -                             | -                          |

sous le résultat, le partenaire ; à droite, l’ultime équipe adverse.

## Parcours en «Premier Mandatory» et «Premier 5»
Découlant d'une réforme du circuit WTA inaugurée en 2009, les tournois WTA « Premier Mandatory » et « Premier 5 » constituent les catégories d'épreuves les plus prestigieuses, après les quatre levées du Grand Chelem.

### En simple dames
| Année |              | Premier Mandatory      | Premier Mandatory        | Premier Mandatory | Premier Mandatory |       | Premier 5 | Premier 5                      | Premier 5  | Premier 5 | Premier 5 | Premier 5 | Premier 5 |
| Année | Indian Wells | Miami                  | Madrid                   | Pékin             |                   | Dubaï | Rome      | Canada                         | Cincinnati |           | Tokyo     |           |           |
| Année | Indian Wells | Miami                  | Madrid                   | Pékin             |                   | Doha  | Rome      | Canada                         | Cincinnati |           | Wuhan     |           |           |
| Année | Indian Wells | Miami                  | Madrid                   | Pékin             |                   |       | Rome      | Canada                         | Cincinnati |           |           |           |           |
| 2010  |              | 4e tour (1/8) Zheng J. | 2e tour (1/32) A. Szávay |                   |                   |       |           | 2e tour (1/16) A.-L. Grönefeld |            |           |           |           |           |

Sous le résultat, l’ultime adversaire.

### En double dames
| Année | Premier Mandatory | Premier Mandatory          | Premier Mandatory | Premier Mandatory | Premier Mandatory | Premier Mandatory | Premier Mandatory | Premier Mandatory  | Premier 5  | Premier 5 | Premier 5 | Premier 5                 | Premier 5        | Premier 5 | Premier 5 | Premier 5 | Premier 5  | Premier 5  | Premier 5 | Premier 5 | Premier 5 | Premier 5 |
| Année | Indian Wells      | Indian Wells               | Miami             | Miami             | Madrid            | Madrid            | Pékin             | Pékin              | Dubaï      | Dubaï     | Doha      | Doha                      | Rome             | Rome      | Canada    | Canada    | Cincinnati | Cincinnati | Tokyo     | Tokyo     | Wuhan     | Wuhan     |
| ----- | ----------------- | -------------------------- | ----------------- | ----------------- | ----------------- | ----------------- | ----------------- | ------------------ | ---------- | --------- | --------- | ------------------------- | ---------------- | --------- | --------- | --------- | ---------- | ---------- | --------- | --------- | --------- | --------- |
| 2010  |                   |                            |                   |                   |                   |                   |                   |                    |            |           |           |                           |                  |           |           |           |            |            |           |           |           |           |
| —     | —                 | 1er tour (1/16) Kuznetsova | Dulko Pennetta    | —                 | —                 | —                 | —                 | 2e tour (1/8) Sfar | Chan Zheng |           |           | 1er tour (1/16) Scheepers | Poutchek Şenoğlu | —         | —         | —         | —          | —          | —         |           |           |           |

N.B. : le nom de la partenaire se trouve sous le résultat ; le nom des ultimes adversaires se trouve à droite.

## Parcours aux Jeux olympiques

### En simple dames
| # | Date       | Nom de l'olympiade           | Surface    | Résultat        | Ultime adversaire   | Score     |          |
| - | ---------- | ---------------------------- | ---------- | --------------- | ------------------- | --------- | -------- |
| 1 | 19/09/2000 | Olympic Tennis Event Sydney  | Dur (ext.) | 1er tour (1/32) | Barbara Schett      | 7-67, 6-2 | Parcours |
| 2 | 15/08/2004 | Olympic Tennis Event Athènes | Dur (ext.) | Bronze          | Anastasia Myskina   | 6-3, 6-4  | Parcours |
| 3 | 11/08/2008 | Olympic Tennis Event Pékin   | Dur (ext.) | 1er tour (1/32) | María José Martínez | 6-1, 6-1  | Parcours |

### En double dames
| # | Date       | Nom de l'olympiade           | Surface    | Résultat        | Partenaire      | Ultimes adversaires                 | Score    |          |
| - | ---------- | ---------------------------- | ---------- | --------------- | --------------- | ----------------------------------- | -------- | -------- |
| 1 | 15/08/2004 | Olympic Tennis Event Athènes | Dur (ext.) | 1/4 de finale   | Rennae Stubbs   | Li Ting Sun Tiantian                | 6-3, 6-2 | Parcours |
| 2 | 11/08/2008 | Olympic Tennis Event Pékin   | Dur (ext.) | 1er tour (1/16) | Casey Dellacqua | Flavia Pennetta Francesca Schiavone | 6-4, 6-4 | Parcours |

## Parcours en Fed Cup
| #                                                                       | Date       | Lieu               | Surface         | Gagnante(s)                            | Perdante(s)                        | Score           |          |
|                                                                         |            |                    |                 |                                        |                                    |                 |          |
| 1999 - 1/4 de finale (groupe mondial II) - Autriche - Australie - 3 : 2 |            |                    |                 |                                        |                                    |                 |          |
| 1                                                                       | 17/04/1999 | Klagenfurt         | Terre (ext.)    | Alicia Molik                           | Sylvia Plischke                    | 5-7, 6-1, 7-5   | Parcours |
| 1                                                                       | 17/04/1999 | Klagenfurt         | Terre (ext.)    | Barbara Schett                         | Alicia Molik                       | 6-1, 6-1        | Parcours |
| 1                                                                       | 17/04/1999 | Klagenfurt         | Terre (ext.)    | Barbara Schett Barbara Schwartz        | Alicia Molik Rennae Stubbs         | 6-3, 6-3        | Parcours |
|                                                                         |            |                    |                 |                                        |                                    |                 |          |
| 1999 - Barrage (groupe mondial II) - Argentine - Australie - 0 : 3      |            |                    |                 |                                        |                                    |                 |          |
| 2                                                                       | 21/07/1999 | Amsterdam          | Dur (ext.)      | Alicia Molik                           | Mariana Díaz-Oliva                 | 4-6, 6-2, 7-5   | Parcours |
|                                                                         |            |                    |                 |                                        |                                    |                 |          |
| 1999 - Barrage (groupe mondial II) - Australie - Taïwan - 3 : 0         |            |                    |                 |                                        |                                    |                 |          |
| 3                                                                       | 22/07/1999 | Amsterdam          | Dur (ext.)      | Catherine Barclay Alicia Molik         | Hsu Hsueh-Li Weng Tzu-Ting         | 7-5, 6-2        | Parcours |
|                                                                         |            |                    |                 |                                        |                                    |                 |          |
| 1999 - Barrage (groupe mondial II) - Australie - Roumanie - 2 : 1       |            |                    |                 |                                        |                                    |                 |          |
| 4                                                                       | 23/07/1999 | Amsterdam          | Dur (ext.)      | Catherine Barclay Alicia Molik         | Cătălina Cristea Ruxandra Dragomir | 7-5, 4-6, 8-6   | Parcours |
|                                                                         |            |                    |                 |                                        |                                    |                 |          |
| 2000 - Round robin (groupe mondial) - Australie - Belgique - 1 : 2      |            |                    |                 |                                        |                                    |                 |          |
| 5                                                                       | 27/04/2000 | Moscou             | Moquette (int.) | Els Callens Laurence Courtois          | Alicia Molik Rennae Stubbs         | 1-6, 6-0, 10-8  | Parcours |
|                                                                         |            |                    |                 |                                        |                                    |                 |          |
| 2000 - Round robin (groupe mondial) - Australie - France - 1 : 2        |            |                    |                 |                                        |                                    |                 |          |
| 6                                                                       | 28/04/2000 | Moscou             | Moquette (int.) | Julie Halard Nathalie Tauziat          | Alicia Molik Rennae Stubbs         | 6-0, 7-63       | Parcours |
|                                                                         |            |                    |                 |                                        |                                    |                 |          |
| 2001 - 1er tour (groupe mondial) - Australie - Autriche - 5 : 0         |            |                    |                 |                                        |                                    |                 |          |
| 7                                                                       | 28/04/2001 | Adélaïde           | Herbe (ext.)    | Alicia Molik                           | Sylvia Plischke                    | 6-3, 1-6, 6-0   | Parcours |
| 7                                                                       | 28/04/2001 | Adélaïde           | Herbe (ext.)    | Alicia Molik                           | Marion Maruska                     | 6-2, 6-2        | Parcours |
|                                                                         |            |                    |                 |                                        |                                    |                 |          |
| 2001 - 1/4 de finale (groupe mondial) - Australie - Suisse - 4 : 1      |            |                    |                 |                                        |                                    |                 |          |
| 8                                                                       | 21/07/2001 | Sydney             | Herbe (ext.)    | Alicia Molik                           | Daniela Casanova                   | 6-3, 6-1        | Parcours |
| 8                                                                       | 21/07/2001 | Sydney             | Herbe (ext.)    | Myriam Casanova                        | Alicia Molik                       | 7-63, 6-4       | Parcours |
|                                                                         |            |                    |                 |                                        |                                    |                 |          |
| 2001 - Round robin (groupe mondial) - Espagne - Australie - 3 : 0       |            |                    |                 |                                        |                                    |                 |          |
| 9                                                                       | 07/11/2001 | Madrid             | Terre (int.)    | Conchita Martínez                      | Alicia Molik                       | 2-6, 6-0, 7-5   | Parcours |
|                                                                         |            |                    |                 |                                        |                                    |                 |          |
| 2001 - Round robin (groupe mondial) - Australie - Allemagne - 0 : 3     |            |                    |                 |                                        |                                    |                 |          |
| 10                                                                      | 08/11/2001 | Madrid             | Terre (int.)    | Bianka Lamade                          | Alicia Molik                       | 7-62, 7-5       | Parcours |
|                                                                         |            |                    |                 |                                        |                                    |                 |          |
| 2001 - Round robin (groupe mondial) - Belgique - Australie - 3 : 0      |            |                    |                 |                                        |                                    |                 |          |
| 11                                                                      | 09/11/2001 | Madrid             | Terre (int.)    | Kim Clijsters                          | Alicia Molik                       | 6-3, 6-3        | Parcours |
| 11                                                                      | 09/11/2001 | Madrid             | Terre (int.)    | Els Callens Kim Clijsters              | Rachel McQuillan Alicia Molik      | 6-4, 6-2        | Parcours |
|                                                                         |            |                    |                 |                                        |                                    |                 |          |
| 2002 - 1er tour (groupe mondial) - Belgique - Australie - 3 : 1         |            |                    |                 |                                        |                                    |                 |          |
| 12                                                                      | 27/04/2002 | Bruxelles          | Terre (int.)    | Kim Clijsters                          | Alicia Molik                       | 6-0, 6-2        | Parcours |
| 12                                                                      | 27/04/2002 | Bruxelles          | Terre (int.)    | Justine Henin                          | Alicia Molik                       | 6-2, 6-1        | Parcours |
|                                                                         |            |                    |                 |                                        |                                    |                 |          |
| 2002 - Barrage (groupe mondial I) - Australie - Pays-Bas - 3 : 2        |            |                    |                 |                                        |                                    |                 |          |
| 13                                                                      | 20/07/2002 | Wollongong         | Dur (int.)      | Alicia Molik                           | Kristie Boogert                    | 1-6, 6-2, 10-8  | Parcours |
| 13                                                                      | 20/07/2002 | Wollongong         | Dur (int.)      | Alicia Molik                           | Miriam Oremans                     | 6-2, 6-3        | Parcours |
| 13                                                                      | 20/07/2002 | Wollongong         | Dur (int.)      | Alicia Molik Rennae Stubbs             | Kristie Boogert Miriam Oremans     | 7-61, 7-64      | Parcours |
|                                                                         |            |                    |                 |                                        |                                    |                 |          |
| 2003 - 1er tour (groupe mondial) - Espagne - Australie - 3 : 2          |            |                    |                 |                                        |                                    |                 |          |
| 14                                                                      | 26/04/2003 | Tarragone          | Terre (ext.)    | Alicia Molik                           | Virginia Ruano                     | 6-3, 6-4        | Parcours |
| 14                                                                      | 26/04/2003 | Tarragone          | Terre (ext.)    | Magüi Serna                            | Alicia Molik                       | 6-4, 6-1        | Parcours |
| 14                                                                      | 26/04/2003 | Tarragone          | Terre (ext.)    | Alicia Molik Rennae Stubbs             | Anabel Medina Virginia Ruano       | 4-6, 6-2, 6-3   | Parcours |
|                                                                         |            |                    |                 |                                        |                                    |                 |          |
| 2003 - Barrage (groupe mondial I) - Australie - Colombie - 3 : 2        |            |                    |                 |                                        |                                    |                 |          |
| 15                                                                      | 19/07/2003 | Wollongong         | Dur (int.)      | Alicia Molik                           | Catalina Castaño                   | 7-66, 4-6, 6-2  | Parcours |
| 15                                                                      | 19/07/2003 | Wollongong         | Dur (int.)      | Fabiola Zuluaga                        | Alicia Molik                       | 6-2, 6-74, 10-8 | Parcours |
| 15                                                                      | 19/07/2003 | Wollongong         | Dur (int.)      | Alicia Molik Rennae Stubbs             | Catalina Castaño Fabiola Zuluaga   | 7-65, 6-2       | Parcours |
|                                                                         |            |                    |                 |                                        |                                    |                 |          |
| 2004 - 1er tour (groupe mondial) - Russie - Australie - 4 : 1           |            |                    |                 |                                        |                                    |                 |          |
| 16                                                                      | 24/04/2004 | Moscou             | Moquette (int.) | Svetlana Kuznetsova                    | Alicia Molik                       | 6-4, 3-6, 6-4   | Parcours |
| 16                                                                      | 24/04/2004 | Moscou             | Moquette (int.) | Alicia Molik                           | Anastasia Myskina                  | 6-3, 6-3        | Parcours |
| 16                                                                      | 24/04/2004 | Moscou             | Moquette (int.) | Svetlana Kuznetsova Elena Likhovtseva  | Alicia Molik Rennae Stubbs         | 6-2, 3-6, 7-67  | Parcours |
|                                                                         |            |                    |                 |                                        |                                    |                 |          |
| 2006 - Barrage (groupe mondial II) - Suisse - Australie - 0 : 5         |            |                    |                 |                                        |                                    |                 |          |
| 17                                                                      | 15/07/2006 | Chavannes-de-Bogis | Dur (ext.)      | Alicia Molik                           | Stefanie Vögele                    | 6-2, 3-6, 6-0   | Parcours |
| 17                                                                      | 15/07/2006 | Chavannes-de-Bogis | Dur (ext.)      | Alicia Molik Rennae Stubbs             | Timea Bacsinszky Stefania Boffa    | 6-1, 6-2        | Parcours |
|                                                                         |            |                    |                 |                                        |                                    |                 |          |
| 2007 - 1er tour (groupe mondial II) - Autriche - Australie - 4 : 1      |            |                    |                 |                                        |                                    |                 |          |
| 18                                                                      | 21/04/2007 | Dornbirn           | Terre (int.)    | Sybille Bammer                         | Alicia Molik                       | 7-5, 6-4        | Parcours |
| 18                                                                      | 21/04/2007 | Dornbirn           | Terre (int.)    | Tamira Paszek                          | Alicia Molik                       | 6-4, 6-2        | Parcours |
|                                                                         |            |                    |                 |                                        |                                    |                 |          |
| 2007 - Barrage (groupe mondial II) - Australie - Ukraine - 1 : 4        |            |                    |                 |                                        |                                    |                 |          |
| 19                                                                      | 14/07/2007 | Ashmore            | Dur (ext.)      | Alona Bondarenko                       | Alicia Molik                       | 6-3, 6-4        | Parcours |
| 19                                                                      | 14/07/2007 | Ashmore            | Dur (ext.)      | Yuliya Beygelzimer Kateryna Bondarenko | Alicia Molik Rennae Stubbs         | 2-6, 6-3, 6-3   | Parcours |
|                                                                         |            |                    |                 |                                        |                                    |                 |          |
| 2010 - 1er tour (groupe mondial II) - Australie - Espagne - 3 : 2       |            |                    |                 |                                        |                                    |                 |          |
| 20                                                                      | 06/02/2010 | Adélaïde           | Dur (ext.)      | Carla Suárez Navarro                   | Alicia Molik                       | 6-1, 6-1        | Parcours |
|                                                                         |            |                    |                 |                                        |                                    |                 |          |
| 2010 - Barrage (groupe mondial I) - Ukraine - Australie - 0 : 5         |            |                    |                 |                                        |                                    |                 |          |
| 21                                                                      | 24/04/2010 | Kharkiv            | Terre (int.)    | Alicia Molik                           | Mariya Koryttseva                  | 2-6, 6-2, 7-5   | Parcours |

## Classements WTA en fin de saison

### En simple
| Année | 1996 | 1997 | 1998 | 1999 | 2000 | 2001 | 2002 | 2003 | 2004 | 2005 | 2006 | 2007 | 2008 | 2009 | 2010 | 2011 |
| Rang  | 1025 | 679  | 172  | 94   | 115  | 47   | 100  | 35   | 13   | 29   | 163  | 58   | 311  | 309  | 110  | 317  |

source : (en) « Classements de Alicia Molik », sur le site officiel du WTA Tour

### En double
| Année | 1998 | 1999 | 2000 | 2001 | 2002 | 2003 | 2004 | 2005 | 2006 | 2007 | 2008 | 2009 | 2010 | 2011 |
| Rang  | 210  | 67   | 69   | 95   | 104  | 36   | 17   | 12   | 173  | 12   | 122  | 562  | 330  | 368  |

source : (en) « Classements de Alicia Molik », sur le site officiel du WTA Tour